# (7620) Willaert
(7620) Willaert est un astéroïde de la ceinture principale.

## Description
(7620) Willaert est un astéroïde de la ceinture principale. Il fut découvert le 24 septembre 1960 à l'observatoire Palomar par Cornelis Johannes van Houten, Ingrid van Houten-Groeneveld et Tom Gehrels. Il présente une orbite caractérisée par un demi-grand axe de 2,40 UA, une excentricité de 0,15 et une inclinaison de 1,4° par rapport à l'écliptique.
Cet astéroïde est nommé en l'honneur du compositeur flamand Adrien Willaert (1485-1562).

## Compléments